# Carapa planadensis
Carapa planadensis är en tvåhjärtbladig växtart som beskrevs av Kenfack. Carapa planadensis ingår i släktet Carapa och familjen Meliaceae. Inga underarter finns listade i Catalogue of Life.